# Дев'ять життів кота Фріца
Дев'ять життів кота Фріца — мультфільм 1974 року.

## Сюжет
Дуже злий і водночас душевний мульт про пригоди Кота Фріца. Сюжет переказувати марно, його як такого немає, дев'ять новел, що закінчуються в основному трагічно для нещасної тварини..